# Snyder Grove
Snyder Grove est une ville fantôme, du comté de Woodbury en Iowa, aux États-Unis.
Les bureaux de la poste sont en service de 1871 à 1872.

## Source de la traduction
- (en) Cet article est partiellement ou en totalité issu de l’article de Wikipédia en anglais intitulé « Snyder Grove, Iowa » (voir la liste des auteurs).